# 1026 Інгрід
1026 Інгрід (1026 Ingrid) — астероїд головного поясу, відкритий 13 серпня 1923 року.
Тіссеранів параметр щодо Юпітера — 3,597.